# Quartärforschung
Die Quartärforschung betreibt systematisch Untersuchungen zum erdgeschichtlichen Zeitabschnitt des Quartärs bzw. der jüngsten geologischen Periode. Diese Periode ist durch eine Serie von Kaltzeiten mit großflächigen Vergletscherungen gekennzeichnet, die sich mit relativ warmen, interglazialen Zeitabschnitten abwechseln, wie dem gegenwärtigen Holozän. 
Die Erforschung des Quartärs begann im späten 18. Jahrhundert, wobei sich dieser Forschungszweig erst im Laufe des 19. Jahrhunderts zusammen mit der Paläontologie etablierte. Wie in vielen anderen Wissenschaftsdisziplinen kämpften auch die frühen Pioniere der Quartärforschung mit der Überwindung festgefahrener Ideen und dogmatischer Vorstellungen, die vor allem auf einer wörtlichen Auslegung der Bibel mit der Sintflut als reales weltweites Ereignis beruhten. 
Die moderne Quartärforschung ist stark interdisziplinär geprägt und integriert Informationen aus verschiedenen Wissenschaften, wie Paläoklimatologie, Geologie, Ozeanographie, aber auch aus der Archäologie oder Anthropologie. Die Einbeziehung dieser Forschungsbereiche bei der Auswertung der quartären geologischen Archive hat seit Beginn des 20. Jahrhunderts maßgeblich dazu beigetragen, wie die jüngere Erdgeschichte heute interpretiert wird.

## Geschichte der Quartärforschung

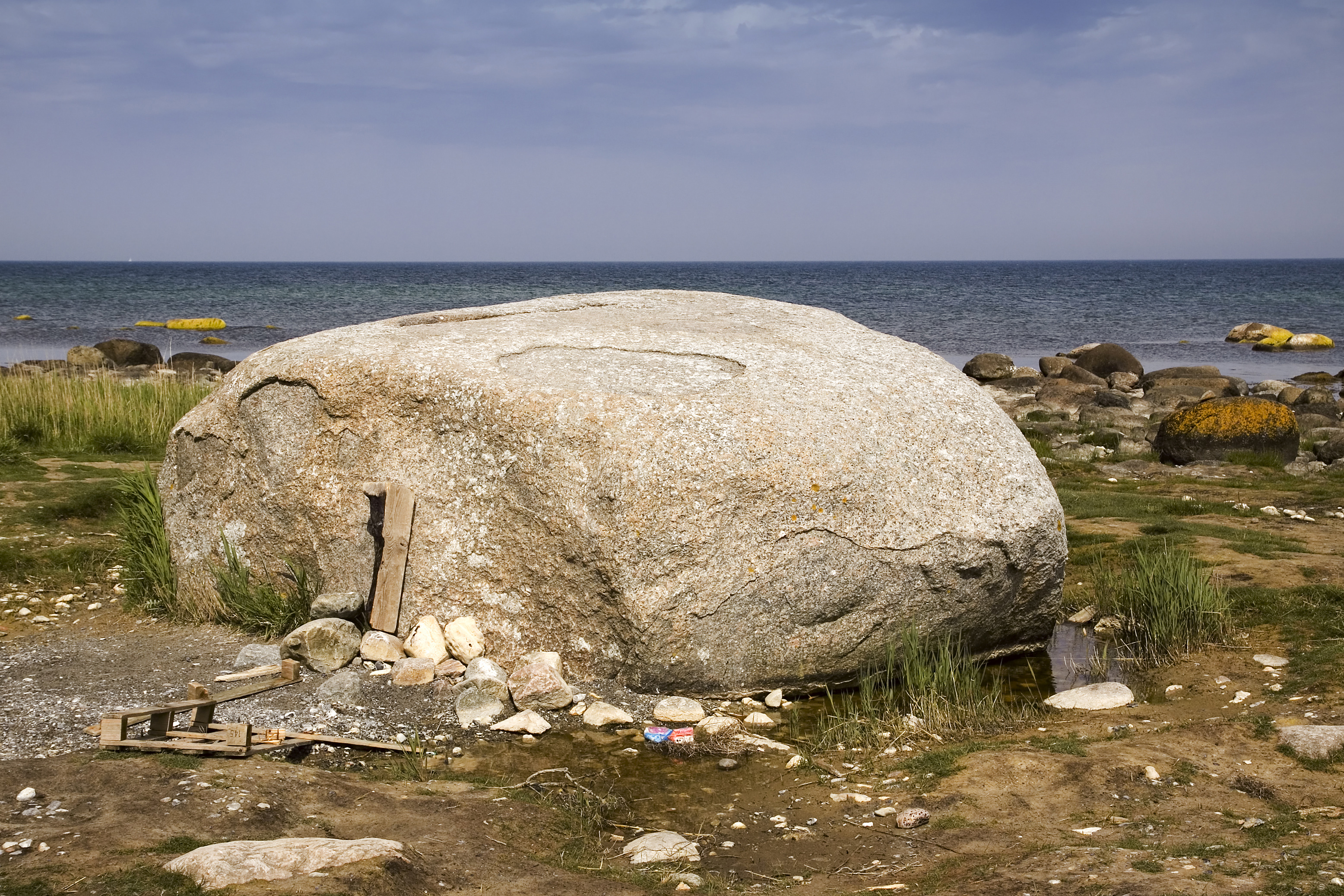
Findling Siebenschneiderstein auf Rügen

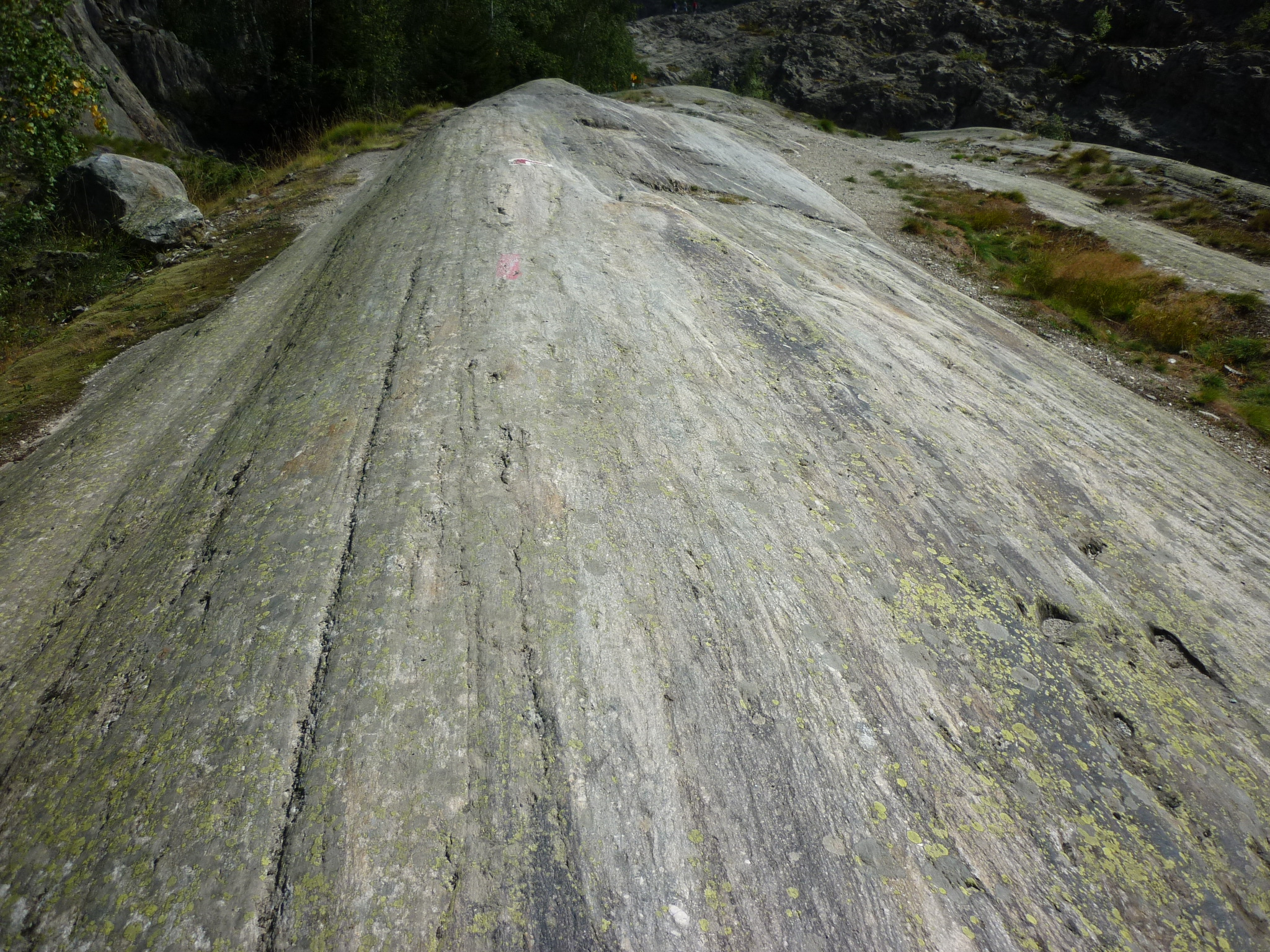
Gletscherschrammen beim Gletschertor des Aletschgletschers

Der Begriff Quartär wurde geprägt vom italienischen Bergbauingenieur Giovanni Arduino (1714–1795). Er unterschied vier geologische Ordnungen, die die gesamte Erdgeschichte umfassten: Primär, Sekundär, Tertiär und Quartär. Diese vier „Schichten“, die übereinander zu liegen schienen, manifestierten sich in Italien regional unterschiedlich. So identifizierte Arduino die Glimmerschiefer der Atesinischen Plattform im Umkreis der norditalienischen Städte Bozen und Trient als Primär, das Sekundär als die fossilreichen Ablagerungen der Südlichen Kalkalpen, das Tertiär als die fossilreichen Sedimentgesteine der Täler und das Quartär mit den Schottern der Po-Ebene. Der Begriff Quartär wurde danach erst wieder im Jahr 1829 vom französischen Geologen Jules Desnoyers aufgegriffen, um die tertiären von den jüngeren Ablagerungen im Pariser Becken zu unterscheiden. Der Begriff Quartär wurde kurze Zeit später im Jahr 1833 vom Franzosen Henri Reboul (1763–1839) dahingehend beschrieben, dass die quartären Schichten die rezente Flora und Fauna aufweisen.
Der erdgeschichtliche Zeitabschnitt des Quartärs ist gegenwärtig in die geochronologischen Epochen des Pleistozäns und des Holozäns unterteilt. Die Begriffsgeschichte dieser Zeitabschnitte gestaltete sich ebenfalls sehr langwierig. Die Bezeichnung Pleistozän wurde 1839 durch den schottischen Geologen Charles Lyell geprägt. Lyell definierte das Pleistozän als jüngste geologische Ära. Als sich die Theorie der Gletscherentstehung etablierte, wurde im Jahr 1846 das Pleistozän von Edward Forbes mit dem Zeitalter der Gletscher (Glacial epoch) gleichgesetzt. Moriz Hoernes führte 1853 den Begriff des Neogens ein und bildete damit das übergeordnete System zu Lyells Miozän und Pliozän. Darauf Bezug nehmend spezifizierte Lyell im Jahr 1873, dass der Begriff Pleistozän „strictly synonymous with post-Pliocene“ („streng synonym zu Postpliozän“) verwendet werden sollte. In derselben Publikation trennte Lyell explizit das Pleistozän (Glazial) von der gegenwärtigen Zeit (Postglazial). Paul Gervais ersetzte kurze Zeit später den Begriff gegenwärtig durch Holozän.
Demzufolge bestand zum Ende des 19. Jahrhunderts bereits die stratigraphische Nomenklatur des Quartärs. Allerdings war zu diesem Zeitpunkt noch unbekannt, wann das Tertiär endete und das Quartär begann. In der Geologie werden zu diesem Zweck Typlokalitäten bestimmt, die Grenzen zwischen unterschiedlichen stratigraphischen Einheiten bilden. Während des 18th International Geological Congress in London im Jahr 1948 wurde beschlossen, eine solche Typlokalität für die Pliozän-Pleistozän-(Tertiär-Quartär-)Grenze zu finden. Nach knapp drei Jahrzehnten wurde im Jahr 1985 an der Lokalität Vrica in Kalabrien ein solches stratigraphisches Referenzprofil festgelegt und ursprünglich auf ca. 1,64 Millionen Jahre datiert. Eine genaue Altersbestimmung wurde erst durch die Einbeziehung radiometrischer Datierungsmethoden möglich, die seitdem einen zentralen Bestandteil der Quartärforschung bilden.

### Die Entdeckung der pleistozänen Inlandvergletscherungen

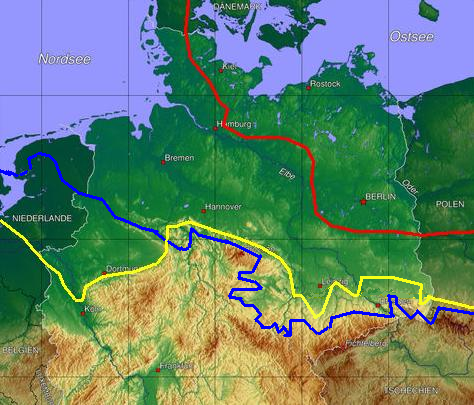
Schematische Darstellung von Eisrandlagen der Inlandvereisungen im norddeutschen Tiefland:
Eisrandlage der Weichsel-Kaltzeit
Eisrandlage der Saale-Kaltzeit
Eisrandlage der Elster-Kaltzeit

Die pleistozänen Inlandvergletscherungen waren eines der größten Rätsel der Geologie, denn es lag außerhalb jeder Vorstellungskraft, dass große Teile des flachen Landes von mächtigen Eisschilden bedeckt waren. Etwas Vergleichbares war nicht bekannt und deshalb war das sich in der Wissenschaft durchsetzende aktualistische Prinzip nicht anwendbar.
Bereits gegen Ende des 18. Jahrhunderts war für die zahlreichen Findlinge und Geschiebe in den nordmitteleuropäischen Ebenen ihre Herkunft bekannt. Für die durch Horace-Bénédict de Saussure allgemein bekannt gewordenen erratischen Blöcke im Bereich des Schweizer Jura war ihre Herkunft aus der Kristallinzone der Alpen ebenfalls früh gesichert, aber wie waren sie über das breite und bis zu 700 m tiefere Becken des Schweizer Mittellandes gelangt? Die Lösung des Rätsels war bereits Anfang der 1830er Jahre nahe und spätestens Mitte der 1840er Jahre erreicht. Aber die scharfsinnigen Vorstellungen Einzelner und selbst eindeutige Belege konnten sich lange nicht gegen den Widerstand der Autoritäten durchsetzen. Von der Entdeckung, oder besser Wahrnehmung, dieser markanten Erscheinungen bis zur weitgehend unbestrittenen Akzeptanz der Inlandeistheorie vergingen deshalb fast 100 Jahre.
Vorwiegend anhand der Primärliteratur werden die Irrungen und Wirrungen der Entdeckungsgeschichte der Inlandvereisungen nachvollzogen. Am weitesten an der Realität vorbei gingen die Vorstellungen der Vertreter der Vulkanismustheorie sowie der Schlammflut- und Rollfluttheorien, weil sie sich, auch die Gesetze der Mechanik außer Acht lassend, an Katastrophentheorien anlehnten.

#### Vulkanismustheorien
Für die Herkunft und den Transport der erratischen Blöcke wurden bis in die Mitte der 1840er Jahre auch vulkanische Ereignisse herangezogen. Von Johann Esaias Silberschlag wurden, wie er schreibt, in Übereinstimmung mit der biblischen Schöpfungsgeschichte die im norddeutschen Flachland häufigen „Crater“ (Toteislöcher und Sölle) auf „… Ausbrüche unterirdischer Kräfte“ zurückgeführt. Die an diesen wallartig aufgeschütteten Geschiebe („Feldsteine“) sollen Auswürflinge aus tiefer anstehenden Schichten sein. Für die Verlagerung der erratischen Blöcke auf das Jura nahm Jean-André Deluc große Eruptionen gasförmiger Flüssigkeiten beim Einsturz unterirdischer Höhlungen an.
Diese Ideen wurden mehr als 70 Jahre später durch Johann Georg Forchhammer und Ernst Boll erneut aufgegriffen, obwohl die Diskussion über die Inlandvergletscherung bereits weit fortgeschritten war.
War diese Vorstellung einer vulkanischen Sprengkraft ohne den Austritt von Magma und so großer Flächenwirkung schon ziemlich abwegig, wurde sie noch von der Annahme in den Rollflut- und Schlammfluttheorien übertroffen, dass fließendes Wasser im flachen Gelände so große Blöcke bewegen könnte.

#### Schlammflut- und Rollfluttheorien
Der bereits von De Saussure geäußerte Gedanke, dass die Verlagerung der in den meisten Alpentälern zu findenden erratischen Blöcke durch eine große Strömung erfolgt sei, wurde von Leopold von Buch aufgegriffen. Obwohl seine überschlägige Berechnung ergab, dass für den Transport der Granitblöcke von ihrem Herkunftsgebiet auf die Höhen des Jura durch Wasser eine unvorstellbare Kraft erforderlich wäre, sah er nur die Möglichkeit, dass diese Blöcke durch einen „… gewaltigen Stoß“ bewegt wurden. Auch die Findlinge in den nordostdeutschen Ebenen seien durch eine „… Strömung, in welcher gewaltsame Stöße erfolgten“ „… über das baltische Meer hingeflogen“. In der Katastrophe des Gletscherseeausbruchs vom 16. Juni 1818 im Val de Bagnes, bei der die bis 30 m hohe Schlammflut auch große Gesteinsblöcke mit sich führte, sah er eine Bestätigung seiner Theorie.
In Abwandlung dieser Schlammfluttheorie wurde bis zum Ende der 1830er Jahre für den Transport der Findlinge in den nordmitteleuropäischen Ebenen eine Rollfluttheorie entwickelt, nach der unter Außerachtlassung aller hydromechanischen Gesetze eine mysteriöse Katastrophe erfolgte. Vertreter waren Gustav Adam Brückner und Nils Gabriel Sefström. Die auf den Felsen in Skandinavien häufigen „Furchen“ (Gletscherschrammen) sollen durch diese „petridelaunische Geröllfluth“ entstanden sein. Am deutlichsten hat Georg Gottlieb Pusch eine solche „Rollflut“ charakterisiert, wenn er auf Seite 589 schreibt: „… so möchte es als Gewissheit betrachtet werden, dass die große Fluth, welche die nordischen Felsblöcke über das einst schmälere baltische Meer herüber schleuderte, von Nordost nach Südwest gegangen seyn muss, und dass ein plötzlicher Durchbruch großer nordischer Gewässer in dieser Richtung mit einer zwar großen, aber doch wohl nicht größeren Geschwindigkeit, als sie noch in unserer Zeit beim Durchbruche der durch Gletscherbrüche aufgedämmten Alpenflüsse stattfand, recht wohl im Stande war, diese nordischen Felstrümmer auf ihre jetzige Lagerstätte zu schleudern, ebenso gut, als solche Durchbrüche hoher Alpenseen die Uralpenblöcke über die ganze flache Schweiz weg auf die Höhen des Jura warf.“

#### Drifttheorie

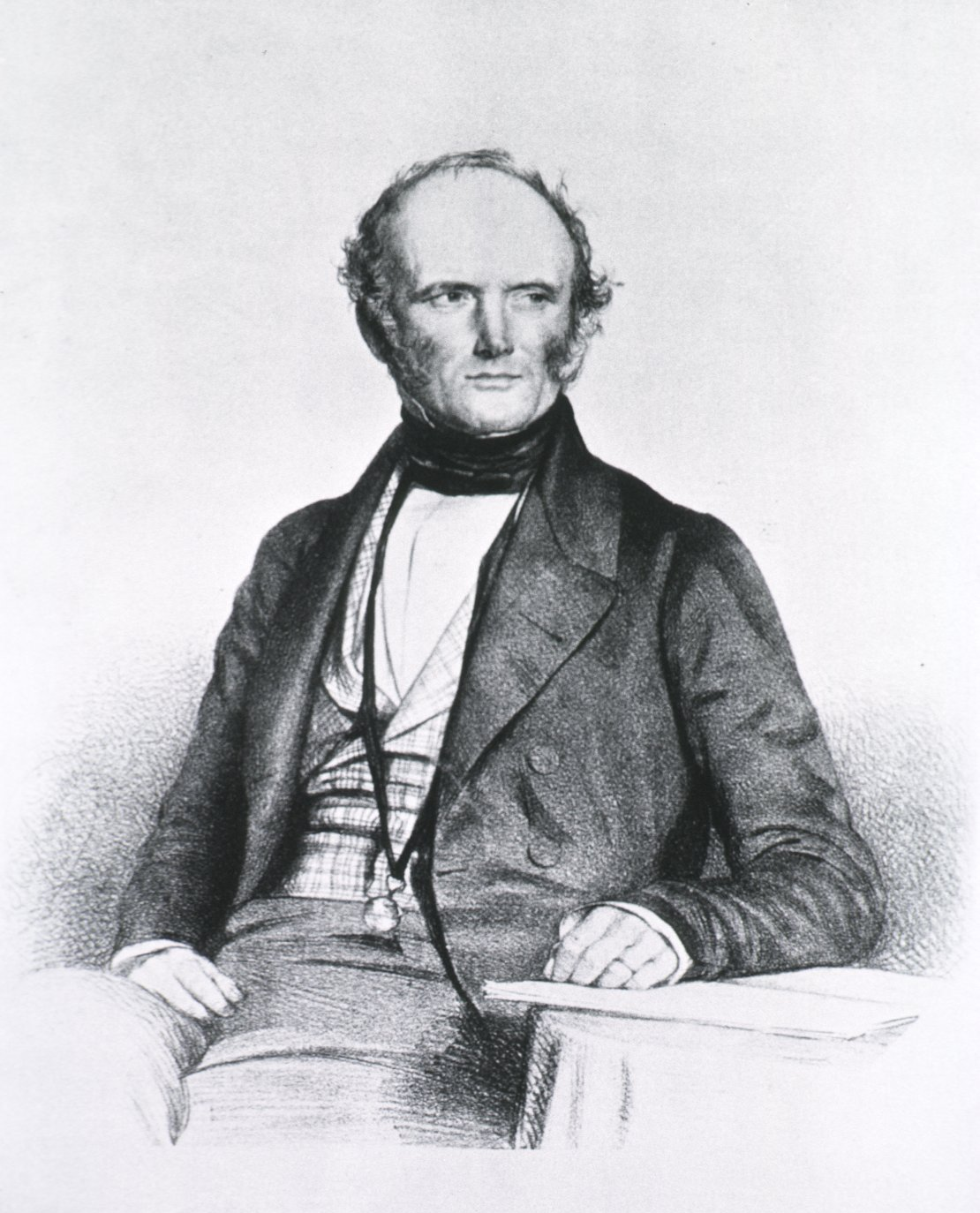
Der britische Geologe Charles Lyell, einer der einflussreichsten Geologen des 19. Jahrhunderts und Verfechter der Drifttheorie

Dem aktualistischen Prinzip entsprach schon eher die Drifttheorie, die sich die Ablagerung erratischer Blöcke in Nordeuropa durch den Transport von Gesteinsblöcken in Eisbergen/-schollen erklärte. Solche Transporte waren, wie bei den Gesteinsblöcken in den von Grönland nach Süden driftenden Eisbergen, schon früh bekannt. Bereits Johann Jakob Ferber und Georg Adolph von Winterfeld hatten an diesen Transport großer Findlinge durch Eisschollen gedacht. Aber erst Ernst Friedrich Wrede, einer der Väter des Aktualismus, hat anhand von Beobachtungen und durch Berechnungen nachgewiesen, dass die Findlinge nur durch Eisschollen verfrachtet werden konnten. Karl Friedrich von Klöden hat 1829, also 35 Jahre später, für die Findlinge der „südbaltischen Ebene“ den Transport durch Eisschollen übernommen, aber bereits 5 Jahre später führte das Ergebnis seiner Untersuchung der Geschiebe zur Schlussfolgerung, „… dass das grosse geognostische Phänomen der Geschiebe und Blöcke in der südbaltischen Ebene nicht durch einen einfachen Vorgang zu erklären ist, und dass viel complicirtere Ursachen und Kräfte dabei mitgewirkt haben müssen, als man bisher glaubte. Mit eben so großer Evidenz ergiebt sich, dass wir von der Lösung des Problems weiter entfernt sind, als zu vermuthen stand, und dass anscheinend der Schlüssel zu dem grossen Räthsel noch nicht gefunden ist, welches unerforschter dasteht, als jemals.“

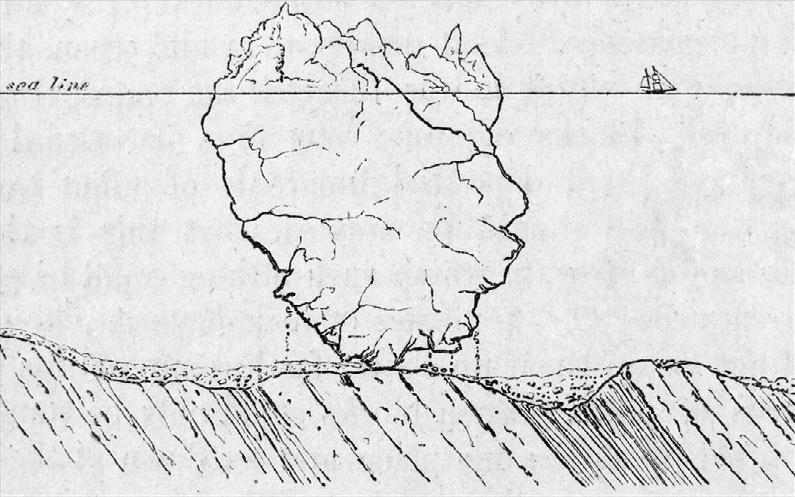
Drifttheorie nach Archibald Geikie (1858), ein Eisberg schrammt den Grund eines flachen Meeres und verfrachtet dadurch am Boden liegende Gesteinsblöcke

Nachdem Charles Lyell im Jahre 1834 Norddeutschland und Dänemark bereist hatte, publizierte er, ohne auf die Vorgänger einzugehen, 1835 seine Drifttheorie, die er „… kraft seiner Autorität zur allgemeinen Anerkennung brachte“. Obwohl Leopold von Buch bereits 1815 den Transport der erratischen Blöcke durch Eisschollen „… auf dem ehemaligen inneren Meer der Schweiz“ auf das Jura ausgeschlossen hatte, wird in der Publikation von 1839 eine solche Annahme vertreten. Außerdem blieben die in bekannten Zeitschriften erschienenen Arbeiten von Jens Esmark (1824) und Albrecht Reinhard Bernhardi (1832) unberücksichtigt, siehe weiter unten. Auch bei den führenden deutschen Geologen fand die Drifttheorie schnell Anhänger und Verteidiger und das führte dazu, dass sich die Anerkennung der Inlandeistheorie um 40 Jahre verzögerte. Charles Lyell hat bis zuletzt an der Drifttheorie festgehalten, nur für die Alpen und Schottland konnte er für einen Transport der Findlinge durch Gletscher überzeugt werden.

#### Gebirgs- und Inlandvergletscherungen

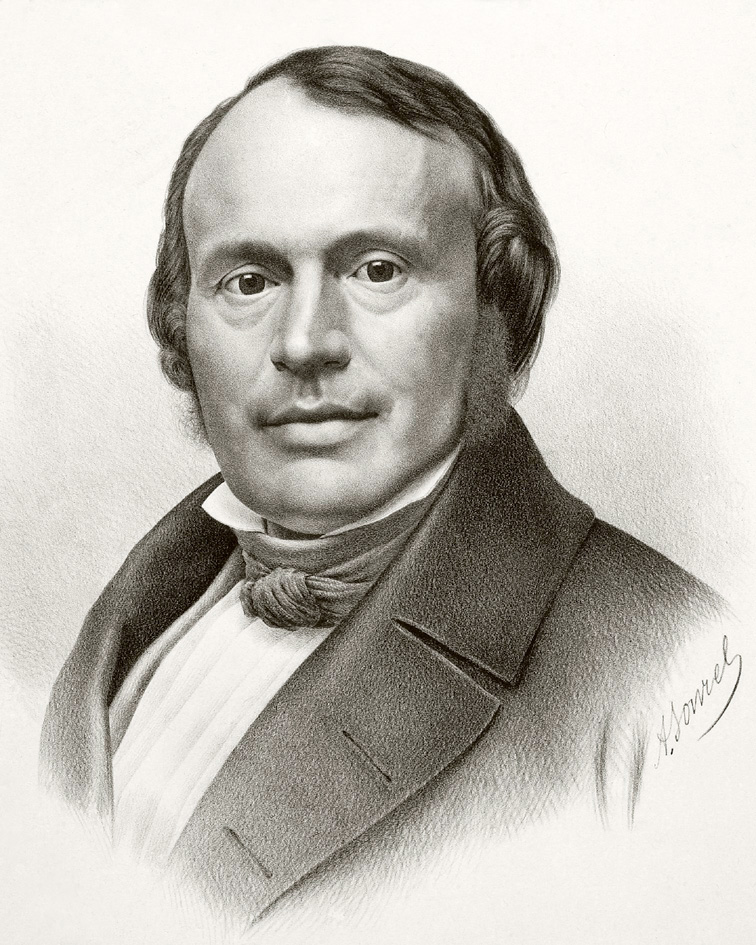
Der schweizerisch-amerikanische Geologe Louis Agassiz, einer der bekanntesten Erforscher der Alpengletscher

Zur Lösung des Rätsels der Inlandvergletscherungen reichten, wie weiter oben dargestellt, die Findlinge nicht aus. Dazu mussten als weitere Merkmale die Gletscherschrammen und Gletscherschliffe in ihrer Bedeutung erkannt werden. Der Weg dazu führte insbesondere über die Gletscher der Alpen.
Bis in die 2. Hälfte des 18. Jahrhunderts beherrschte tiefster Aberglaube die Bewohner der Alpen. So wurde berichtet, dass man ernsthaft erwog den weiteren Vorstoß des Grindelwaldgletschers in den Jahren 1768 bis 1770 mit einer Teufelsaustreibung zu verhindern. Gleichzeitig wurde durch Bernhard Friedrich Kuhn, einem der Väter des Aktualismus, die Gletscherkunde begründet. Bei strenger Anwendung des aktualistischen Prinzips beschrieb er den Mechanismus der Gletscher, die Moränen und die Gletscherschrammen an den Talwänden. Endmoränenwälle im genutzten Land sah er als Beleg für frühere Gletschervorstöße, z. B. den kräftigen Vorstoß im Jahre 1600. Mit dem Nachweis von Altmoränen war die Suche nach den Schwankungen der Vergletscherung eingeleitet. Diese Untersuchungen wurden erst durch Ignaz Venetz fortgesetzt, der die Schwankungen der Vergletscherung auf Temperaturveränderungen zurückführte. Im Jahr 1829 trug Ignaz Venetz auf einer Tagung der Allgemeinen schweizerischen Gesellschaft für die gesamten Naturwissenschaften die Hypothese vor, dass die erratischen Blöcke in den Alpen und auch die Findlinge im nördlichen Europa die Hinterlassenschaft einer großen Vergletscherung seien. Dies soll auf strikte Ablehnung gestoßen sein, insbesondere durch Leopold von Buch und Johann von Charpentier und das ist wohl auch der Grund, dass über den Inhalt des Vortrags nur ein sehr kurzes Referat erschien. Dadurch ist nicht sicher, welche Beweise er für die Alpen vorgelegt hat, und für die Findlinge der nordmitteleuropäischen Ebenen kann es sich nur um eine kühne Vision gehandelt haben. Häufig wird er aber als Begründer der Vergletscherungstheorie bezeichnet.
Bahnbrechend für die Lösung des Problems hätten eigentlich schon viel früher die Beobachtungen von Jens Esmark sein können, der anhand von weit verbreiteten großen erratischen Blöcken und glatt geschliffenen Felsen, für die er eine fluviatile Ursache aus transportdynamischen Gründen ausschloss, schlussfolgerte, dass das gesamte skandinavische Gebirge ursprünglich vergletschert war. Für Albrecht Reinhard Bernhardi war es „… von da nur noch ein Schritt“ bis zur Annahme, dass auch das gesamte Verbreitungsgebiet der Findlinge vergletschert gewesen sein musste. Obwohl in einer der bedeutendsten Zeitschriften publiziert, blieb diese logische Schlussfolgerung völlig unbeachtet, sie passte wohl ebenfalls nicht zur damaligen Lehrmeinung. Der direkte Beweis für eine Einwirkung des Inlandeises im Verbreitungsgebiet der Findlinge fehlte zwar noch, aber damit war die Inlandeistheorie zum zweiten Mal begründet.
Der Beweis, dass der Rhonegletscher die gesamte Talweitung des Schweizer Mittellandes ausgefüllt hat und dadurch die erratischen Blöcke auf das Jura gelangten, wurde von Karl Friedrich Schimper erbracht, indem er die für die Tätigkeit von Gletschern untrüglichen Gletscherschliffmale weitverbreitet von Neuchâtel bis Olten aufgefunden hat. Bereits am 15. Februar 1837 hatte er die damit bewiesene große Vergletscherung der Alpen und ihre Folgen in der Ode „Die Eiszeit“, der Begriff Eiszeit ist heute noch gebräuchlich, in poetischer Form dargestellt. Von der umfangreichen Darstellung, die er in einem Brief an Louis Agassiz, dem Präsidenten der Schweizerischen Naturforschenden Gesellschaft, zur Vorbereitung der Jahresversammlung im Juli 1837 zugesandt hatte, wurde nur ein kurzer Auszug publiziert. Unter Weglassung wesentlicher Teile hat sich Louis Agassiz des Themas angenommen und in der Eröffnungsrede im Vorgriff auf seine umfangreiche Darlegung von 1840, und 1841 in deutscher Übersetzung eine eigene Eiszeit-Hypothese entwickelt. K. F. Schimper hat er darin nur kurz erwähnt und in späteren Publikationen ganz weggelassen. Agassiz hat seine Hypothese mit so viel Nachdruck verbreitet, dass er bald als Begründer der Eiszeittheorie gefeiert wurde. In den USA wird er z. B. auch heute noch als deren Begründer bezeichnet, obwohl sich seine Hypothese als falsch erwiesen hat. Denn als Ergebnis seiner Gletscherstudien hat er postuliert, dass vor der Hebung der Alpen fast die gesamte nördliche Halbkugel, in Europa von der Polarregion über das Mittelmeer bis zum Atlasgebirge, durch eine ungeheure „Eiskruste“ bedeckt gewesen sei. Die aufsteigenden Alpen sollen das Eis durchstoßen haben und die auf das Eis fallenden Felsblöcke wären gleitend auf das Jura gelangt.

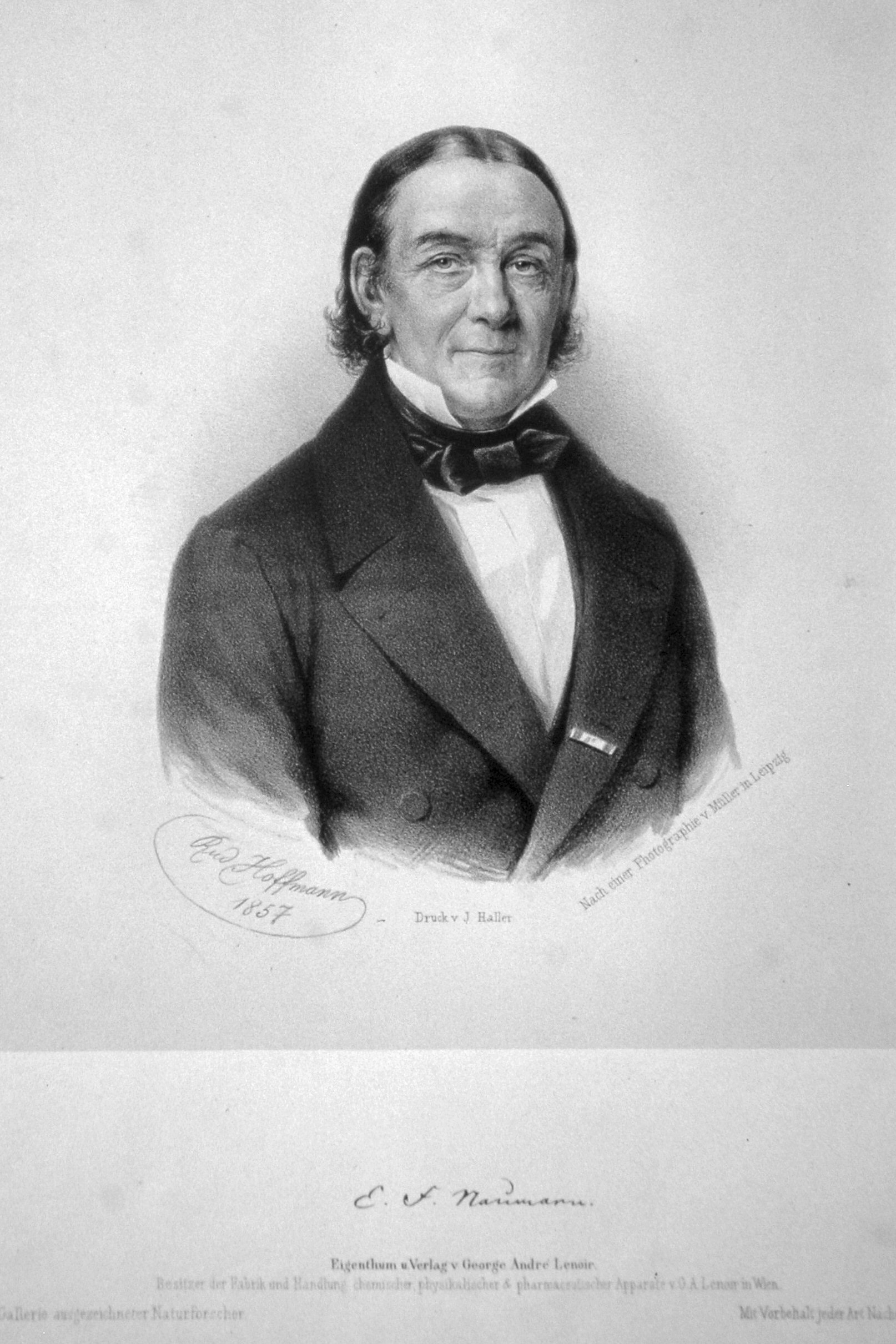
Carl Friedrich Naumann, Lithographie von Rudolf Hofmann, 1857

Als Bernhard von Cotta im Jahr 1843 die Alpen bereiste und ihm durch Louis Agassiz auch die Gletscherschliffe bei Neuchâtel gezeigt wurden, kam ihm der Gedanke ob an der Nordgrenze des Verbreitungsgebiets der Findlinge in Deutschland nicht auch solche vorkommen. Da er selbst krankheitsbedingt verhindert war, bat er Carl Friedrich Naumann um eine Überprüfung und dieser fand in den Hohburger Bergen bei Wurzen auf den anstehenden Porphyr-Felsen an mehreren Stellen die charakteristischen Gletscherschliffe und -schrammen. Im Ergebnis der Begutachtung durch den gerade in Freiberg anwesenden schweizerischen Geologen Adolph von Morlot bestätigte dieser die Unverwechselbarkeit der Schliffmale und leitete daraus ab, dass es einen großen Inlandeisgletscher gegeben haben muss, der vom Norden bis zum Vorland des Erzgebirges reichte. Damit war die Inlandvergletscherung zweifelsfrei bewiesen. Der Widerstand der Autoritäten verhinderte aber die Anerkennung und selbst die ausführliche Beschreibung von C. F. Naumann im Jahr 1847 konnte daran nichts ändern. Die Genese von vorwiegend an senkrechten Felswänden vorkommenden und signifikant abweichenden Schliffmalen, die er noch nicht erklären konnte, hat erst später Albert Heim als Windschliffe gedeutet.
Der offensichtlich zeitlebens von der Richtigkeit der Inlandeistheorie überzeugte C. F. Naumann unternahm Anfang der 1870er Jahre einen erneuten Versuch diese zur Anerkennung zu bringen und hat die Schliffmale in den Hohburger Bergen auch Charles Lyell gezeigt. Aber Albert Heim, der die Hohburger Berge allein bereiste, bestätigte im Ergebnis seiner Untersuchung, dass die Schliffmale keinesfalls von Gletschern verursacht wurden. Während einer Exkursion im Jahr 1874 wurde dies ebenfalls festgestellt und noch im Jahr 1875 wurde von Hermann Credner die Südgrenze des sogenannten „Diluvialmeeres“ weiter nach Süden verlegt.
Der Vortrag von Otto Martin Torell auf der Tagung der Deutschen geologischen Gesellschaft im November 1875 in Berlin brachte endlich den Durchbruch. Die auf der Exkursion festgestellten Gletscherschliffe auf dem Muschelkalk von Rüdersdorf bei Berlin waren ein eindeutiges Indiz für die Inlandvergletscherung und Otto Torell wird seitdem als Begründer der Inlandeistheorie gefeiert. Der Bann war gebrochen und bis Anfang der 1880er Jahre war im deutschsprachigen Raum die Drifttheorie weitgehend überwunden. So beschrieb z. B. im Jahr 1879 Hermann Credner Gletscherschliffe auf mehreren Bergkuppen des nördlichen Erzgebirgsvorlandes, allerdings ohne die auf den Hohburger Bergen und C. F. Naumann zu erwähnen, und Albrecht Penck stellte eine mindestens dreimalige Vergletscherung der norddeutschen Tiefebene fest. Für den Polyglazialismus, die mehrmalige Vergletscherung, gab es aber bereits viel früher Befunde. Schon Ignaz Venetz hatte vermutet, dass der Fund von Schieferkohle zwischen zwei Moränenbänken ein Hinweis auf die mehrmalige große Vergletscherung der Alpen sei. Eine mindestens zweimalige Vergletscherung der Alpen hat in den 1850er Jahren Adolph von Morlot nachgewiesen. Die Erforschung der Alpen-Vergletscherungen wurde von Albrecht Penck 1882 auf eine neue Grundlage gestellt und zusammen mit Eduard Brückner im Standardwerk Die Alpen im Eiszeitalter auch die noch heute gültigen Namen für die vier jüngsten alpinen Kaltzeiten Günz, Mindel, Riss und Würm eingeführt. Die damals schon bekannten drei nordeuropäischen Vergletscherungen wurden durch Konrad Keilhack und Jakob Stoller mit den ebenfalls noch gültigen Namen Elster-Kaltzeit, Saale-Kaltzeit und Weichsel-Kaltzeit belegt.
Die Reise von Louis Agassiz nach Schottland im Jahr 1840 förderte die in den Anfängen steckende Erforschung der pleistozänen Vergletscherungen Schottlands und Nordirlands. Die dominierende Drifttheorie behinderte den weiteren Fortschritt aber stark, sie konnte erst durch James Geikie überwunden werden.
Mit der Emigration von Louis Agassiz in die USA im Jahr 1846 begann die Erforschung der Vergletscherung von Nordamerika, die aber ebenfalls durch die Drifttheorie behindert wurde. Wesentliche Fortschritte wurden erst in den 1870er Jahren durch James Geikie und Thomas Chrowder Chamberlin erreicht. Im Jahr 1894 wurde durch Thomas Chrowder Chamberlin der Name Wisconsin für die jüngste Vergletscherung eingeführt.
1897 hielt Joseph Burr Tyrrell bei der British Association for the Advancement of Science den Vortrag: Gletscherschrammen auf Graniten in Manitoba der Louis Agassiz' Theorie der Vergletscherungen im Eiszeitalter bestätigte.
Längere Zeit war angenommen worden, dass in Nordamerika vier Vergletscherungen mit denen von Europa kompatibel sind und es wurden die Namen Nebraskan glacial, Kansan glacial, Illinoian glacial und Wisconsin glacial verwendet. Die aktuelle Gliederung weicht davon stark ab.

### Die ausgestorbenen pleistozänen Säugetiere

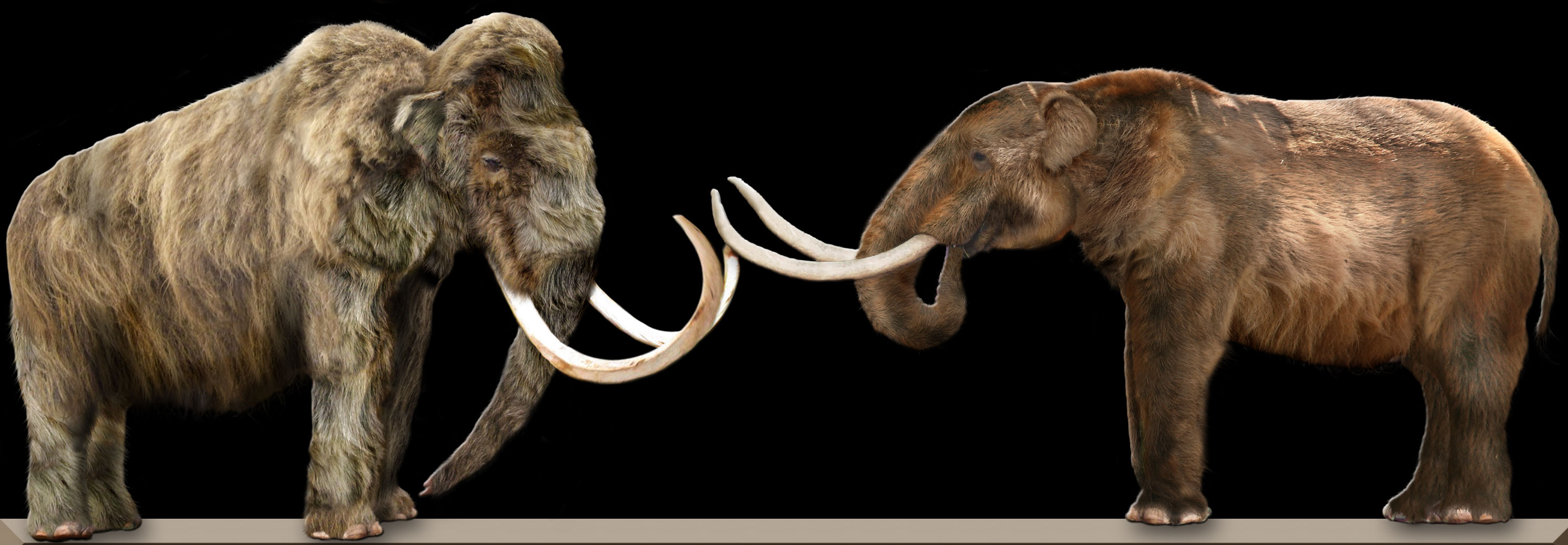
Rekonstruktion von Wollhaarmammut (links) und Amerikanischem Mastodon (rechts)

Einer der Forschungszweige, die zur modernen Quartärforschung führten, war die Wirbeltierpaläontologie. Insbesondere die Fossilreste der im Pleistozän ausgestorbenen Großsäuger haben früh das Interesse geweckt.
Der Fund ungewöhnlich großer Skelettteile hat schon immer die Fantasie angeregt, bis zum Ende des 18. Jahrhunderts wurden sie meist mit Sagen oder der biblischen Sintflut in Verbindung gebracht. So sollten die im Jahr 1577 beim Kloster Reiden im Wiggertal (Schweiz) gefundenen Knochenstücke von einem 6 m hohen Riesen, dem „Riesen von Reiden“ stammen. Erst im Jahr 1799 wurden sie von Johann Friedrich Blumenbach als Wollhaarmammut (Mammuthus primigenius) und zur Familie der Elefanten gehörend bestimmt. Die vom Mammut im Schweizer Mittelland bereits im frühen 19. Jahrhundert gefundenen Fossilreste dienten anfangs als Begründung für die Kataklysmentheorie.

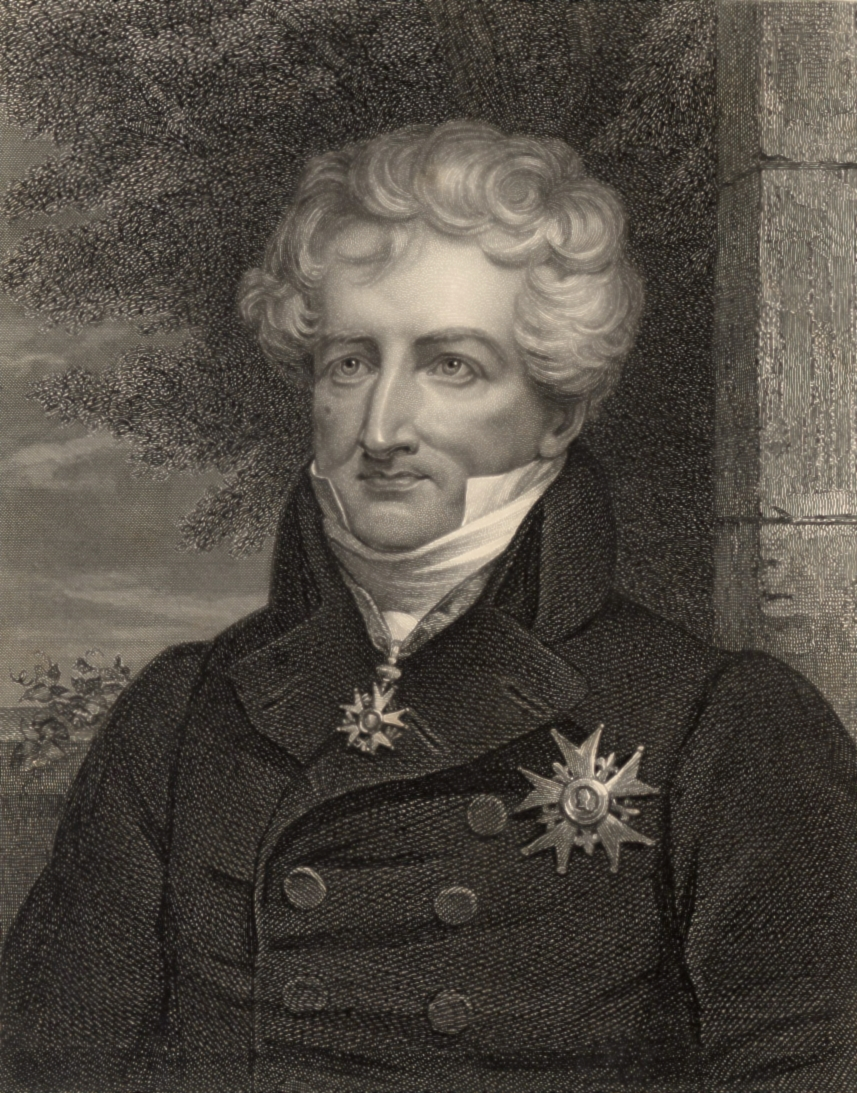
Georges Cuvier, der Verfechter der Kataklysmentheorie und Begründer der Paläontologie

Nach der insbesondere von Georges Cuvier vertretenen und ursprünglich von den Vorstellungen mythologischer Sintfluten abgeleiteten Kataklysmentheorie wurde angenommen, dass in großen Katastrophen das Leben fast vollständig ausgelöscht wurde und sich erst danach wieder neu entwickeln konnte. Hatte man doch zunächst für die Fundschichten mit den „Elephanten“ ein mit Afrika vergleichbares Klima angenommen, das sich durch eine große Katastrophe änderte und zum plötzlichen Aussterben führte. Durch die nähere Untersuchung der Fundschichten der im Jahr 1806 erstmals bekannt gewordenen und im gefrorenen Zustand im Permafrostboden Sibiriens erhaltenen Wollhaarmammute wurde aber nachgewiesen, dass es sich um ein an kaltes Klima angepasstes Tier handelte.
Als Entdecker des Amerikanischen Mastodons gilt Charles de Lougueuil, der Kommandant einer französischen Militärexpedition, der 1739 den Fundort im Big Bone Lick State Park am Ohio River in Kentucky (USA) aufsuchte. Eine Beschreibung von Fundstücken stammt von Nicholas Cresswell aus dem Jahr 1775.
Nachdem die USA im Jahr 1803 das zentrale Gebiet von Nordamerika, die Louisiana (Kolonie), von Frankreich gekauft hatte, sandte der damalige Präsident der Vereinigten Staaten Thomas Jefferson die Forscher Meriwether Lewis und William Clark aus, um dieses neue amerikanische Gebiet zu erkunden und zu kartieren. Thomas Jefferson war ein begeisterter Naturforscher, er zeigte großes Interesse an den fossilen Knochenfunden von Big Bone Lick und er erwartete möglicherweise die Entdeckung einiger lebender Exemplare des Mastodons sowie anderer großer Säugetiere.

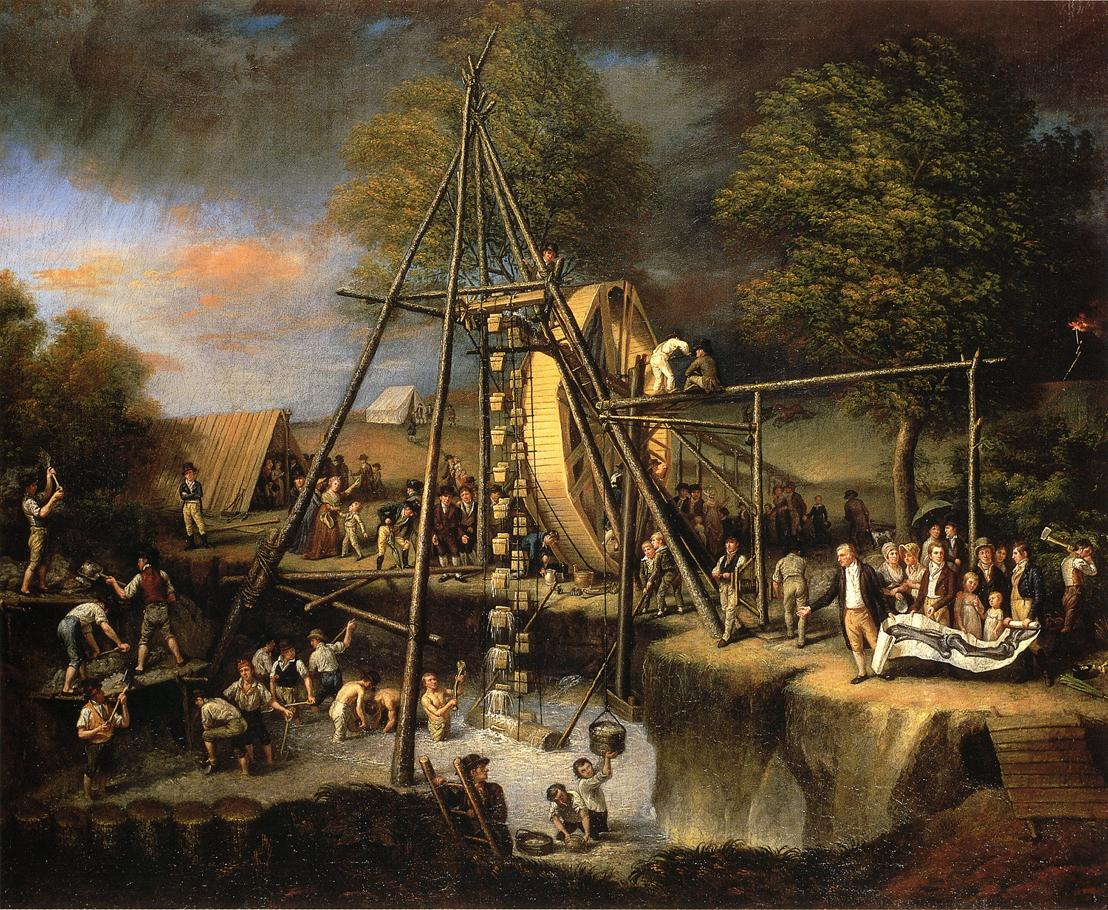
Ausgrabung des ersten amerikanischen Mastodons, Gemälde von Charles Willson Peale, um 1806

Im Anschluss an die Lewis-und-Clark-Expedition beauftragte Thomas Jefferson William Clark mit einer umfassenden Grabungskampagne am Big Bone Lick, die etwa 300 Exemplare unterschiedlichster Fossilien zum Vorschein brachte und eine Grundlage für die Erforschung der pleistozänen Großsäuger bildete.

### Theorien zur Entwicklung von Kaltzeiten
Zum Ende des 19. Jahrhunderts wurde von der Wissenschaft die Tatsache großräumiger Vergletscherungen allgemein akzeptiert, allerdings blieben die Ursachen und die genaue zeitliche Dauer der glazialen und interglazialen Phasen weiterhin unklar. Als gesichert galt lediglich, dass die wechselnden Klimazustände der jüngeren Erdgeschichte viele Jahrtausende beanspruchten. Zur Erklärung dieser Zyklen wurden mehrere Hypothesen entwickelt, so zum Beispiel Änderungen der atmosphärischen Kohlenstoffdioxid-Konzentration oder periodische Schwankungen der Sonnenaktivität.

#### Orbitaltheorie von James Croll
Eine der frühesten Theorien über den periodischen Wechsel zwischen Glazialen und Interglazialen stammt vom schottischen Naturforscher James Croll (1821–1890). In der Korrespondenz mit Charles Lyell schilderte Croll seine Idee über den Zusammenhang der Vergletscherungen mit Änderungen der orbitalen Bahnelemente. Lyell war von dieser Annahme beeindruckt und ermöglichte Croll im Jahr 1867 eine Anstellung beim Geological Survey of Scotland. Hier wurde er von dem Geologen Archibald Geikie ermutigt, seine Theorie weiter auszubauen. Croll korrespondierte zu dieser Zeit regelmäßig mit Charles Darwin, wovon beide Wissenschaftler profitierten. Croll begann seine Theorie ab dem Jahr 1867 im Rahmen mehrerer Abhandlungen und Werke zu veröffentlichen. Als seine bekanntesten Publikationen gelten Climate and Time, in their Geological Relations im Jahr 1875 und Climate and Cosmology im Jahr 1885.
1846 publizierte der französische Astronom Urbain Le Verrier Formeln zur Berechnung der Bahnelemente. Croll benutzte diese Veröffentlichung zur Rekonstruktion des Erdorbits (Exzentrizität) während der vergangenen drei Millionen Jahre. Dabei entdeckte er, dass Muster hoher Exzentrizität über hunderttausend Jahre Bestand hatten und sich mit Mustern geringer Exzentrizität abwechselten, so wie sie zum Zeitpunkt seiner Berechnungen vorlagen. Je stärker der Orbit von einer Kreisform abwich, umso größer war der Unterschied der solaren Einstrahlung im jahreszeitlichen Wechsel. Croll begriff die Bedeutung der Saisonalität der solaren Einstrahlung und erzielte damit einen der wichtigsten Erkenntnisgewinne der Paläoklimatologie. Änderungen des Erdorbits führten demnach zu einer Verlängerung des Winters, so dass größere Schneemengen in den hohen Breiten fielen. Eine umfangreichere Schneedecke reflektiert mehr Sonnenstrahlung und verstärkt damit die orbitalen Effekte (Eis-Albedo-Rückkopplung). Croll sah in dieser Verstärkung den Auslöser für das Wachstum von Eisschilden. Crolls Theorie war von großer Bedeutung für die Klimatologie, allerdings zeigten nachfolgende Untersuchungen auch deutliche Mängel auf. Das Auftreten der pleistozänen Vergletscherungen konnte auf dieser Basis nur unzureichend dargestellt werden, zum anderen war Crolls Chronologie der Vergletscherungen fehlerhaft. Vor allem stufte er die jüngste Glazialphase weitaus älter ein, als die geologischen Untersuchungen von James Geikie (dem jüngeren Bruder von Archibald Geikie) und anderen zeigten. Croll konnte den Großteil seiner zeitgenössischen Kollegen nicht überzeugen, und in der Folge wurden seine Ideen bis in die 1940er Jahre weitgehend ignoriert.

#### Milanković-Zyklen

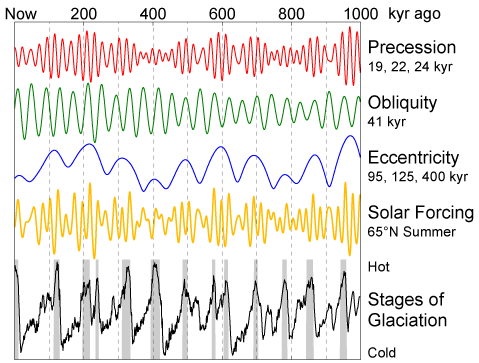
Diagramm der Milanković-Zyklen mit Übersicht der
Präzession (Precession),
Schiefe der Ekliptik (Obliquity),
Exzentrizität (Excentricity),
Schwankungen der Solarstrahlung auf die Erde (Solar Forcing) sowie den Kalt- und Warmzeiten (Stages of Glaciation)

Milutin Milanković (1879–1958) war ein jugoslawischer Mathematiker, der sich auf Geophysik und Astronomie spezialisierte. Im Jahr 1909 wurde er Mitglied an der Fakultät für Angewandte Mathematik an der Universität Belgrad. Durch seine Inhaftierung während des Ersten Weltkriegs durch Österreich-Ungarn konnte er seine Forschungstätigkeit über die mathematische Theorie des Klimawandels – basierend auf früheren Arbeiten von Joseph-Alphonse Adhémar und James Croll – erst 1920 fortsetzen und 1941 abschließen. Jedoch erklärte Adhémar das glaziale Klima ausschließlich über die Präzession, während Milanković die zyklischen Veränderungen der drei Bahnelemente des Erdorbits um die Sonne berücksichtigte: Exzentrizität, Ekliptik und Präzession. Auf der Grundlage dieser Orbitalparameter entwickelte er ein umfassendes mathematisches Modell, um damit die Abhängigkeit der solaren Einstrahlung von der geographischen Breite und den dazugehörigen Oberflächentemperaturen der letzten 600.000 Jahre zu berechnen.
Sein nächster Schritt lag im Versuch der Korrelation der veränderlichen Orbitalparameter mit den Glazial-Interglazial-Zyklen. In Zusammenarbeit mit dem deutschen Klimatologen Wladimir Köppen ging Milanković davon aus, dass Schwankungen der Einstrahlung in gewissen Breitengraden und Jahreszeiten in der Lage sind, Vergletscherungsprozesse zu verstärken oder abzuschwächen. Dieser Ansatz fand in der Fachwelt jahrzehntelang nur geringe Resonanz und galt weitgehend als spekulativ. Erst im Jahr 1976 publizierte der Geologe James Hays eine interdisziplinäre Studie über Tiefseesedimentbohrkerne. Darin postulierten Hays und seine Forschungskollegen eine große Übereinstimmung mit Milankovićs Vorhersagen im Zusammenhang mit dem Zeitpunkt und der Intensität von veränderten klimatischen Bedingungen in den vergangenen 450.000 Jahren. Die Untersuchung belegte, dass signifikante Klimaveränderungen eng mit den orbitalen Parametern Exzentrizität, Ekliptik und Präzession verknüpft sind. Diese orbitalen Veränderungen sind heute bekannt als Milanković-Zyklen.
Allerdings gab es während des Quartärs mehrere Klimawandel-Ereignisse, die offenbar nicht mit allen astronomischen Parametern korrelierten, sondern nur mit einem einzigen Zyklus übereinstimmten, wobei auch ein „Umspringen“ vom 40.000-Jahre-Zyklus (Neigungswinkel der Erdachse) auf den 100.000-Jahre-Zyklus (Änderung der Exzentrizität) nachgewiesen wurde. Eine 2019 veröffentlichte Studie postuliert als Hauptursache für diesen Wechsel eine signifikante Abschwächung der Tiefenwasserzirkulation vor allem in den subpolaren Regionen des Südlichen Ozeans. Als Folge dieser Prozesse gelangte deutlich weniger Kohlenstoffdioxid aus der Tiefsee an die Meeresoberfläche und von dort in die Atmosphäre, was zu einer Verlängerung der Kaltzeitbedingungen führte.
Seit den 1980er Jahren sind die Milanković-Zyklen in modifizierter und erweiterter Form ein fester Bestandteil von Paläoklimatologie und Quartärforschung und werden vielfach zur Rekonstruktion der Eiszeitphasen herangezogen.

## Analysewerkzeuge der Quartärforschung

### Datierungsmethoden
Ohne eine absolute Altersbestimmung wäre es beispielsweise kaum möglich gewesen, die verschiedenen Komponenten der Milanković-Zyklen auf ihre klimatische Relevanz hin zu überprüfen. Bis in die zweite Hälfte des 20. Jahrhunderts konnte die Quartärforschung keine fundierten Aussagen über die genaue zeitliche Abfolge sowie über die Dauer der verschiedenen Kalt- und Warmzeiten treffen. Die Chronologie quartärer Ereignisse wurde ausschließlich über relative Datierungsmethoden bestimmt und beschränkte sich auf eine Sequenz von Ereignissen, die aufgrund von Fossilfunden einem bestimmten stratigraphischen Profil zugeordnet wurden. Dabei blieb jedoch zwangsläufig offen, ob ein geologisches Ereignis 50.000 oder 150.000 Jahre zurücklag.

#### Uran-Zerfallsreihen
Die Entwicklung der radiometrischen Datierung revolutionierte nicht nur die Quartärforschung, sondern führte auch zur Etablierung der Subdisziplinen Geochronologie und Chronostratigraphie und erlangte somit große Bedeutung für alle Perioden des 541 Millionen Jahre umfassenden Phanerozoikums und darüber hinaus. Die Anfänge dieser Analysemethode reichen bis in das Jahr 1902 zurück, als die Physiker Ernest Rutherford und Frederick Soddy die Zerfallsreihe von radioaktiven Elementen entdeckten. Die Möglichkeit einer praktischen Nutzung für die Altersdatierung wurde von Rutherford erstmals 1904 erwähnt. Zwei Jahre später begann Rutherford mit der Berechnung des radioaktiven Zerfalls des Elements Uran. Dabei bilden sich Nuklide mit unterschiedlichen Halbwertszeiten und darauf basierend weitere Zerfallsreihen. So entstehen aus dem Mutterisotop 234U verschiedene Tochterisotope wie zum Beispiel das Thorium-Isotop 230Th. Mittels der Zerfallsreihen von Uran war es fortan möglich, das numerische Alter von magmatischen Gesteinen und vulkanogenen Sedimenten zu bestimmen, die vor Jahrmillionen durch eruptive Prozesse ausgestoßen und abgelagert worden waren. Indirekt konnte dadurch auch das Alter von benachbarten fossilführenden Sedimentgesteinen definiert und somit die geologische Zeitskala mit numerischen Altersdaten versehen werden. Gegenwärtig gebräuchliche Methoden sind die Uran-Thorium-Datierung oder die Uran-Blei-Datierung. Um möglichst genaue Resultate zu erzielen, werden vielfach Zirkonkristalle verwendet. Diese eignen sich aufgrund ihrer Hitzeresistenz und ihrer dadurch stabil gebliebenen Gitterstruktur zur präzisen Analyse der darin eingeschlossenen radioaktiven Nuklide (wie 235U, 238U oder 232Th).

#### Radiokarbondatierung
Den wohl wichtigsten Beitrag zur Datierung quartärer Fossilien und Sedimente lieferte die Entdeckung der Radiokarbonmethode (auch 14C-Methode genannt). Im Jahr 1940 entdeckten die Physiker Martin Kamen und Sam Ruben das langlebige radioaktive Kohlenstoffisotop 14C. Kamen verwendete 14C als Tracer in biologischen Systemen und fand heraus, dass unter dem Einfluss von kosmischer Strahlung das Stickstoff-Isotop 14N in der Atmosphäre zu 14C umgewandelt wird. Die Existenz des Kohlenstoffisotops 14C wurde bereits 1934 postuliert, allerdings konnte es anfangs weder beobachtet noch charakterisiert werden. Kamen gelang es als erstem, die Halbwertszeit von 14C mit etwa 5.730 Jahren zu bestimmen.
Basierend auf Kamens Entdeckungen stellte der Chemiker Willard Libby 1947 fest, dass Pflanzen während ihrer Kohlenstoffaufnahme bei der Photosynthese Spuren von 14C absorbieren. Nach ihrem Absterben endet die Absorption von Kohlenstoff, und das enthaltene 14C zerfällt in seiner gewohnten Rate, ohne ersetzt zu werden. Im Jahr 1952 entdeckte Libby schließlich, dass durch die Messung der verbliebenen 14C-Konzentration in den pflanzlichen Überresten der Absterbezeitpunkt bestimmt werden konnte. Zusätzlich wurden Konzentrationen von 14C auch im Gewebe von Tieren entdeckt, da diese durch ihre Nahrung direkt oder indirekt pflanzliches Material aufgenommen hatten. Die Radiokarbondatierung ermöglicht eine absolute Altersbestimmung von fossilen tierischen oder pflanzlichen Funden der letzten ca. 50.000 Jahre, deckt damit jedoch nur einen relativ kleinen Bereich des Quartärs ab. Zusätzlich können aus den natürlichen Schwankungen des 14C-Isotops und des stabilen Kohlenstoffisotops 12C die Zyklen der Sonnenaktivität, Veränderungen des geomagnetischen Dipolfeldes sowie der Austausch zwischen Kohlenstoffsenken und Atmosphäre berechnet werden. Für die Entdeckung der Radiokarbondatierung erhielt Willard Libby 1960 den Nobelpreis für Chemie. Gegenwärtig führen die zunehmenden anthropogenen CO2-Emissionen zu einer deutlichen Verringerung der 14C-Anteile in der Atmosphäre. Dieser Effekt wird künftige Radiokarbondatierungen voraussichtlich beträchtlich erschweren beziehungsweise signifikant verfälschen.

#### Lumineszenzdatierung
Die Lumineszenzdatierung ist eine physikalische Altersbestimmung für quartäre Sedimente. Diese Methode basiert auf einem mit dem Probealter anwachsenden Strahlenschaden, der durch die emittierte Lumineszenz quantifiziert wird. Innerhalb dieser Form der Altersbestimmung wird je nach verwendeter Stimulationsenergie zwischen Thermolumineszenzdatierung (TL) und Optisch Stimulierter Lumineszenz (OSL) unterschieden. Die TL-Methode hat ihren Ursprung in den 1950er Jahren und wurde erstmals für die Datierung von gebrannter Keramik eingesetzt. Von großer Bedeutung speziell in der Quartärforschung ist die OSL-Methode. Sie basiert auf dem Prinzip, dass bei ausreichender Lichtexposition (beispielsweise Sonnenlicht) das gesamte Lumineszenzsignal zurückgesetzt wird. Das bedeutet, dass im Gegensatz zur Oberflächenexpositionsdatierung das Alter der Sedimentation bestimmt werden kann. Die OSL-Datierung wurde Mitte der 1980er Jahre entwickelt. Die Lumineszenzdatierung hat einen signifikanten Beitrag zur Quartärforschung geleistet, da es mit ihr erstmals möglich war, einzelne Mineralkörner zu datieren und nicht nur organische Bestandteile (wie bei der Radiokarbondatierung). Die Lumineszenzdatierung deckt einen Messbereich von einigen Jahrhunderten bis etwa 150.000 Jahren ab.

#### Atom Trap Trace Analysis
Die Kryptondatierung unter Verwendung des Isotops 81Kr in Verbindung mit dem stabilen Isotop 83Kr wird in der Praxis seit dem Jahr 2011 eingesetzt. Den Durchbruch brachte eine neue Detektortechnologie auf der Grundlage der Atom Trap Trace Analysis (ATTA). Mit einer Halbwertszeit von 230.000 Jahren eignet sich 81Kr innerhalb des quartären Zeitrahmens vor allem zur Untersuchung von Gletschern und alten Eisschichten, wie sie zum Beispiel auf Grönland und in der Antarktis vorkommen, und liefert dabei erheblich präzisere Resultate als herkömmliche Datierungsverfahren. Ein weiterer Anwendungsbereich dieser Methode ist die gegenwärtig sich noch im Anfangsstadium befindliche Detektierung des Argon-Isotops 39Ar zur Analyse von Gletschereis und ozeanischem Tiefenwasser. Bei der Atom Trap Trace Analysis handelt es sich um eine magneto-optische „Atomfalle“ (MOT) unter Einsatz von Laserphysik zur Spurenanalyse seltener Edelgasisotope. Dabei wird jedes Atom des Probenmaterials einzeln gezählt, wobei zum Beispiel auf eine Billiarde Argon-Atome lediglich ein 39Ar-Isotop entfällt.

### Standardproxys
Um fundierte Aussagen über Klima, Umweltbedingungen und geophysikalische Ereignisse früherer Epochen treffen zu können, verfügt die Quartärforschung über eine Vielzahl spezieller Mess- und Bestimmungsmethoden. Zum Standardinstrumentarium zählen Klimaproxys, die in natürlichen Archiven wie Baumringen, Tropfsteinen, Eisbohrkernen, Korallen, See- oder Ozeansedimenten zu finden sind. Diese werden nicht nur zur Rekonstruktion von Kalt- und Warmzeiten eingesetzt, sondern liefern darüber hinaus Informationen zur Sonnenaktivität, Niederschlagsintensität sowie zur Luftzusammensetzung. Um falsche Resultate möglichst auszuschließen, müssen Klimaproxys mit modernen, instrumentell ermittelten Datenreihen verglichen und an ihnen kalibriert werden. Nachfolgend ist eine Reihe von Proxys aufgeführt, die zu den Grundlagen der Quartärforschung zählen.

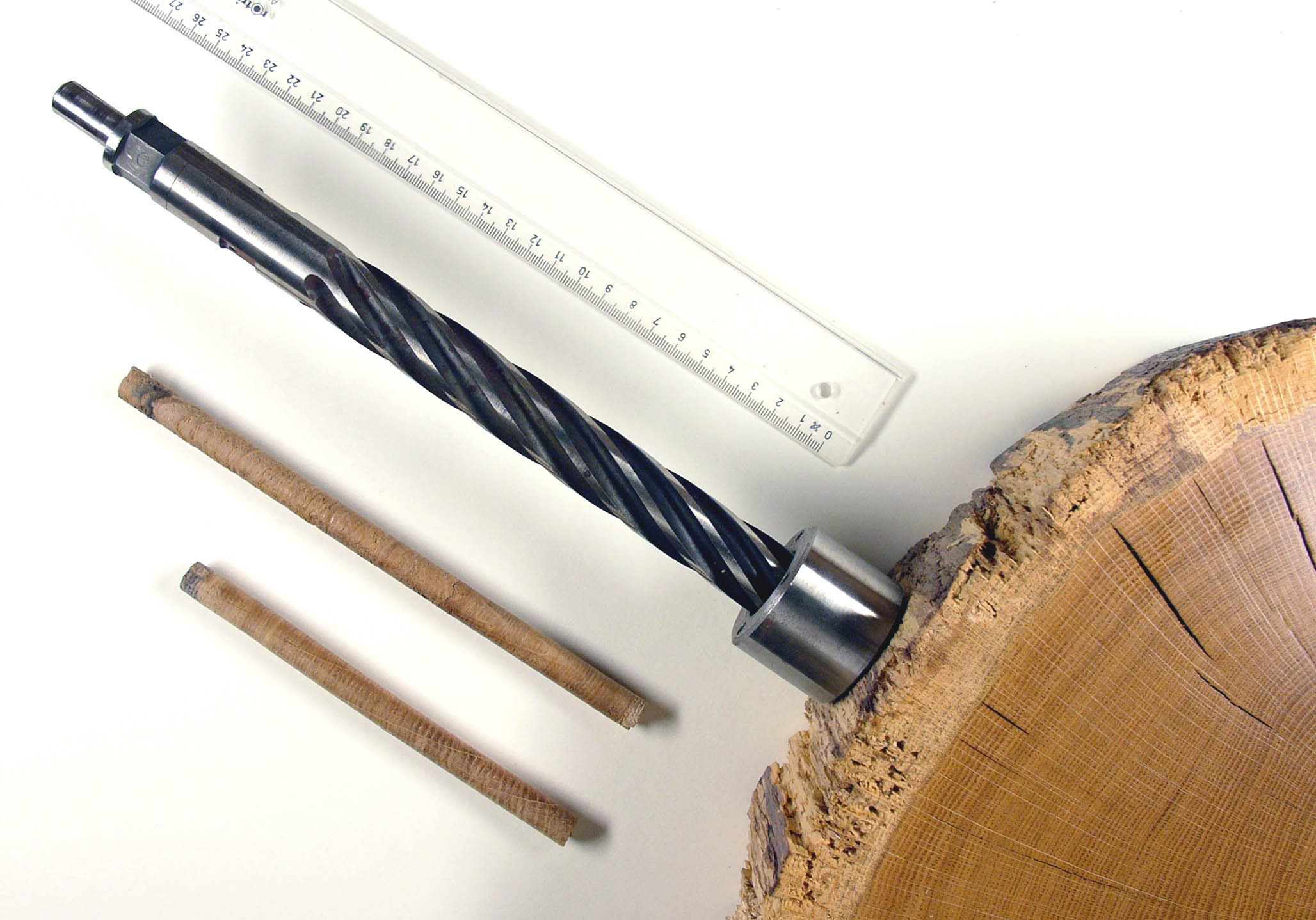
Hohlbohrer für die Entnahme dendrochronologischer Proben, darunter zwei Bohrkerne

- Mit der Dendrochronologie lässt sich durch eine Jahresring-Auswertung das jährliche Baumwachstum in Abhängigkeit von Witterung, Umwelt und Klima rekonstruieren. Für einzelne europäische Baumarten wurden lückenlose Jahresringtabellen über einen Zeitraum von 10.000 Jahren erstellt. Momentaner „Rekordhalter“ ist der Hohenheimer Jahrringkalender,[98] an dem die mitteleuropäische Klimaentwicklung von der Gegenwart bis in die Jüngere Dryaszeit zurückverfolgt werden kann.[99]
- Die Palynologie (Pollenanalyse) ist unter der Bezeichnung Pollenstratigraphie ein Teilbereich der Paläontologie und hat in der Quartärforschung und Paläoklimatologie ebenfalls an Bedeutung gewonnen. Dank ihrer globalen Verbreitung und ihrer großen Widerstandsfähigkeit gegenüber Umwelteinflüssen und geologischen Prozessen eignen sich urzeitliche Pollen, Sporen und Mikrofossilien bis in die geologische Gegenwart als Leitfossilien. Darüber hinaus können anhand der lokalen Häufigkeit und Artenvielfalt der Pollen auch komplexe Ökosysteme rekonstruiert werden.
- Die Warvenchronologie, auch Bändertondatierung genannt, basiert auf der genauen Zählung von Ablagerungsschichten (Warven) in Still- und Fließgewässern wie Seen oder Flüssen. Falls die Zählung in einen absoluten Zeitrahmen eingebunden werden kann, ermöglicht dies eine Altersangabe in Warvenjahren. Der Anwendungsbereich der Warvenchronologie erstreckt sich über einen Zeitrahmen von etlichen hundert bis etwa 30.000 Jahren und reicht in Einzelfällen darüber hinaus.[100]
- Eisbohrkerne gehören zu den genauesten Klimaarchiven und werden deshalb sehr methodisch analysiert und ausgewertet. Neben Gebirgsgletschern, aus deren Bohrkernen unter günstigen Bedingungen die regionalen Klimaverläufe der letzten Jahrtausende rekonstruiert werden können, eignen sich der grönländische und der antarktische Landeisschild zu detaillierten Analysen über längere Zeiträume. Während das bisher älteste untersuchte Grönland-Eis rund 123.000 Jahre abdeckt und damit die Eem-Warmzeit einschließt, konnte im Rahmen des Projekts EPICA ein Antarktis-Bohrkern mit einem Gesamtalter von über 800.000 Jahren geborgen werden.[101] Die „fossilen“ Luftbläschen innerhalb eines Eisbohrkerns sind Archive für die Zusammensetzung der Atmosphäre und hier vor allem für die Kohlenstoffdioxid- und Methan-Konzentrationen, die, gekoppelt an die Kalt- und Warmphasen eines Eiszeitzyklus, starken Schwankungen unterlagen und zusammen mit den Milanković-Zyklen einen wesentlichen Klimafaktor bilden.[102] Außerdem liefern Eisbohrkerne Daten zur Sonnenaktivität, zu Lufttemperaturen, zu Verdunstungs- und Kondensationsprozessen sowie zu Anomalien des Erdmagnetfeldes.
- Ozeanische Sedimente. Die über längere Zeiträume auf den Kontinentalschelfen oder in der Tiefsee entstandenen Ablagerungsschichten werden in biogene, lithogene und hydrogene Sedimente unterteilt. Je nach Ursprung erlauben die Bohrkernproben Rückschlüsse auf die geographische Verbreitung von Lebewesen, Zustandsänderungen von Meeresströmungen oder Klimaschwankungen der Vergangenheit. Die genaue Datierung ozeanischer Bohrkernproben schwankt normalerweise sehr stark und ist abhängig von deren Alter und von der Geschwindigkeit der jeweiligen Sedimentationsprozesse. Ablagerungen aus dem Holozän erlauben unter günstigen Bedingungen eine zeitliche Auflösung von einigen Jahrzehnten.
- Tropfsteine wie Stalagmiten und Stalaktiten kommen weltweit vor und sind fast zwangsläufig in den Höhlen von Karst- und Kalkgesteingebieten zu finden. Tropfsteine entstehen aus dem mit Kohlenstoffdioxid angereicherten Oberflächenwasser, das auf seinem Weg durch Spalten und poröses Material organische Säuren aufnimmt, die im Verbund mit dem Kohlenstoffdioxid das im Gestein enthaltene Calciumcarbonat lösen. Das Verhältnis der Sauerstoffisotope im Tropfsteinkalk, die Dicke der Wachstumslagen und die Anteile diverser Spurenelemente summieren sich zu einem auf Jahrzehnte genauen Umweltarchiv, das auch abrupte und kurzzeitige Umschwünge wie die Dansgaard-Oeschger-Ereignisse der letzten Kaltzeit verzeichnet. Tropfsteine können – je nach Dauer der Wasser- und damit der Calciumcarbonatzufuhr – sehr lange wachsen und erreichen mitunter ein Alter von mehreren Hunderttausend Jahren.
- Das Paläothermometer δ18O (Delta-O-18), mit dem in den 1970er Jahren erstmals die Temperaturen im Verlauf des Känozoikums messtechnisch bestimmt wurden, basiert auf dem Verhältnis der stabilen Sauerstoff-Isotope 18O und 16O. Dieses vielfältig einsetzbare Verfahren eignet sich für die Rekonstruktion von Niederschlagstemperaturen und dient zudem als Indikator von Prozessen der Isotopenfraktionierung wie der Methanogenese. In der Quartärforschung werden 18O/16O-Daten als Temperaturproxy unter anderem von fossilen Foraminiferen, von Eisbohrkernen, Tropfsteinen und Süßwassersedimenten verwendet.[103]

## Gegenwärtige Quartärforschung

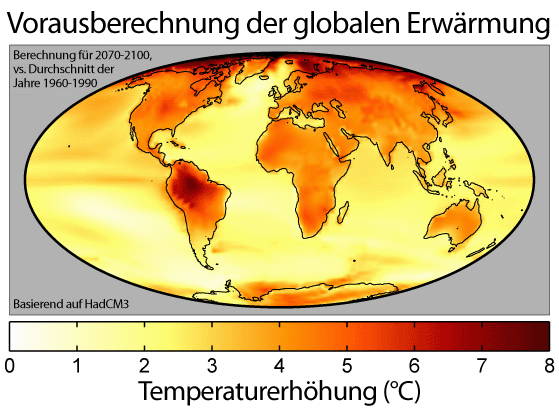
Modelle für die zukünftige Entwicklung der globalen Erwärmung basieren auf rekonstruierten Temperaturangaben aus der Vergangenheit.

Die Quartärforschung ist ein stark interdisziplinär geprägtes Forschungsfeld, das sich mit Umweltveränderungen der letzten 2,6 Millionen Jahre (der Zeitspanne des Quartärs) beschäftigt. Ziel der Quartärforscher ist die Auswertung der geologischen Archive dieser Zeit, um jene Schlüsselfaktoren, die Veränderungsprozesse auslösen und steuern, auf verschiedenen räumlichen und zeitlichen Skalen zu erfassen. Die Schlüsselfaktoren können sowohl physikalischen, chemischen, biologischen, atmosphärischen, aber auch anthropogenen Ursprungs sein. Dieses breite Forschungsspektrum erfordert einen umfassenden Informationsaustausch zwischen zahlreichen naturwissenschaftlichen und technischen Disziplinen. Zum Beispiel wurden die Grundlagen einer genauen Altersdatierung erst durch die Entwicklungen der Atomphysik des frühen 20. Jahrhunderts geschaffen. Erkenntnisgewinne in der Evolutionsbiologie oder präzise Analysemöglichkeiten von Biomolekülen ließen eine verbesserte Interpretation von quartären Fossilfunden zu. Neuerungen aus dem Ingenieurwesen nach Ende des Zweiten Weltkrieges führten dazu, dass Bohrkerne wie EPICA, GISP und GRIP aus ozeanischen Sedimenten oder aus den grönländischen und antarktischen Eisschilden gewonnen werden konnten. Diese Bohrkerne lieferten unter anderem auch neue Hinweise zur Klimasensitivität der Erde. So kommen die Autoren einer 2016 veröffentlichten Studie nach einer Analyse der letzten 784.000 Jahre mit acht kompletten Warm-und-Kalt-Zyklen zu dem Ergebnis, dass die Klimasensitivität in hohem Maße temperaturabhängig ist. Danach liegt die Klimasensitivität während einer Kaltzeit wie dem Würm- beziehungsweise Weichsel-Glazial bei rund 2 °C und erhöht sich unter Warmzeitbedingungen um annähernd das Doppelte.
Die Auswertung der quartären geologischen Archive trug seit Beginn des 20. Jahrhunderts maßgeblich dazu bei, wie die jüngere Erdgeschichte heute interpretiert wird. Das Instrumentarium zur Analyse dieser geologischen Gegebenheiten wuchs stetig an und ermöglichte Rekonstruktionen mit einer zeitlichen Auflösung, wie sie vor wenigen Jahrzehnten noch undenkbar war (vor allem im Hinblick auf abrupte Klimawandel-Ereignisse).
Während des Quartärs hatte die Erde ihr gegenwärtiges physisches Erscheinungsbild hinsichtlich der Größe und Verteilung der Kontinente und Gebirge, der Meeresströmungen, der Zusammensetzung der Erdatmosphäre oder der großen Biome im Wesentlichen bereits angenommen. Allerdings gaben die geologischen Archive auch darüber Aufschluss, dass sich das irdische Klimasystem oftmals und zum Teil markant verändert hatte. Im Laufe des Quartärs entstand zudem der moderne Mensch, der im Zuge seiner weltweiten Ausbreitung allmählich zum dominierenden Einflussfaktor auf die irdische Biosphäre wurde.
Die Tatsache des gegenwärtigen Klimawandels in Verbund mit anderen Faktoren wie Artensterben, Versauerung der Ozeane oder Reduzierung natürlicher Biotope führte zum Entwurf des Anthropozäns (altgriechisch: Das menschengemachte Neue), das nach den Vorstellungen britischer Geologen und des niederländischen Nobelpreisträgers für Chemie, Paul J. Crutzen, als jüngster Zeitabschnitt in das chronostratigraphische System der Erdgeschichte implementiert werden sollte. Auf dem 35. Internationalen Geologischen Kongress in Kapstadt 2016 schloss sich die 2009 gebildete Arbeitsgruppe zum Anthropozän dieser Position an, wobei das Jahr 1950 als Startpunkt der neuen Epoche favorisiert wurde. Im Mai 2019 entschied sich dieses Gremium mehrheitlich dafür, bis 2021 einen Entwurf für die Einführung des Anthropozäns bei der International Commission on Stratigraphy einzureichen. Bis dahin soll auch ein geologisch definierter Startpunkt für die neue Epoche festgelegt werden.
Quartärforscher integrieren Informationen aus diversen Naturwissenschaften wie der Klimatologie, Ökologie, Geologie, physischen Geographie oder der Ozeanographie, aber auch aus Humanwissenschaften wie der Archäologie oder Anthropologie. Dahinter steht die Notwendigkeit eines inter- und multidisziplinären Ansatzes für das Verständnis des Erdsystems und schließt die Herausforderung mit ein, das Gefahrenpotenzial globaler Umweltveränderungen zu erkennen und einzugrenzen. Der deutsche Quartärforscher Paul Woldstedt merkte bereits im Jahr 1951 an, dass die Quartärforschung „zum Verständnis der Gegenwart und unserer Stellung in ihr“ beiträgt.

### Referenzwerke und Übersichten
- Scott Elias und Cary Mock (Hrsg.): Encyclopedia of Quaternary Science. 2. Auflage. Elsevier, 2013, ISBN 978-0-444-53643-3 (bedeutendes Nachschlagwerk zu dem Thema, die ersten Kapitel befassen sich mit der Entwicklung der Quartärforschung selbst).
- Vivien Gornitz (Hrsg.): Encyclopedia of Paleoclimatology and Ancient Environments (= Encyclopedia of Earth Sciences Series). 2009, ISBN 978-1-4020-4551-6, Abschnitte Glaciations, Quaternary u. a.
- Mike Walker: Quaternary Science 2007: a Fifty-Year Retrospective. In: Journal of the Geological Society. Dezember 2007, doi:10.1144/0016-76492006-195 (Überblick über die Forschungsgeschichte seit Mitte des 20. Jh.).

### Einführungen
deutschsprachig
- Jürgen Ehlers: Das Eiszeitalter. Spektrum Akademischer Verlag, 2011, ISBN 978-3-8274-2327-6 (einführendes Werk, das sich an ein breites Publikum richtet).
- Karl N. Thome: Einführung in das Quartär: Das Zeitalter der Gletscher. 2. Auflage. Springer, 2013, ISBN 978-3-642-58744-3 (unveränderte Neuauflage der Ausgabe von 1999, berücksichtigt nur die Literatur bis Anfang der 1990er Jahre).
- Albert Schreiner: Einführung in die Quartärgeologie. 2. Auflage. Schweizerbart, 1997, ISBN 3-510-65177-4.
- Jürgen Ehlers: Allgemeine und historische Quartärgeologie. Enke, 1994, ISBN 3-432-25911-5.

englischsprachig
- J. John Lowe und Michael J. C. Walker: Reconstructing Quaternary Environments. 3. Auflage. Routledge, 2014, ISBN 978-1-317-75371-1 (stark methodenorientierte Einführung und Übersicht).
- Neil Roberts: The Holocene: An Environmental History. Wiley, 2014, ISBN 978-1-4051-5521-2 (Einführung für Undergraduate-Studenten mit Schwerpunkt auf dem Holozän, auch mit Kapiteln über Methoden und das Pleistozän).
- Raymond S. Bradley: Paleoclimatology. Reconstructing Climates of the Quaternary (= International geophysics series. Band 68). 3. Auflage. Academic Press, 2013, ISBN 978-0-12-386995-1 (Schwerpunkt auf Übersicht über paläoklimatischen Methoden, häufig zitiertes Werk für fortgeschrittene Studenten und für Forscher, hat 2015 einen Textbook Excellence Award („Texty“) gewonnen).
- William F. Ruddiman: Earth's Climate: Past and Future. W. H. Freeman, 2008, ISBN 978-0-7167-8490-6 (Einführung in die Klimageschichte, häufig zitiert, für das Quartär sind besonders die Teile III und IV relevant).
- Harry John Betteley Birks und Hilary H. Birks: Quaternary Palaeoecology. Blackburn Press, 2004, ISBN 1-930665-56-3 (Einführung in die quartäre Paläoökologie, Kapitel 1 und Kapitel 2 online).

### Methodenorientierte Literatur
- Mike Walker: Quaternary Dating Methods: An Introduction. Wiley, 2013, ISBN 978-1-118-70009-9 (häufig zitiertes einführendes Werk zu Datierungsmethoden).
- Jay Stratton Noller, Janet M. Sowers und William R. Lettis: Quaternary Geochronology: Methods and Applications. Wiley, 2000, ISBN 0-87590-950-7.

### Geschichte
- Rodney H. Grapes, David Oldroyd, Algimantas Grigelis (Hrsg.): History of Geomorphology and Quaternary Geology, Geological Society of London Special Publication 301, 2008.
- Norman Henniges: Die Spur des Eises: eine praxeologische Studie über die wissenschaftlichen Anfänge des Geologen und Geographen Albrecht Penck (1858–1945). Beiträge zur regionalen Geographie. Band 69, Leibniz-Institut f. Länderkunde, Leipzig 2017, ISBN 978-3-86082-097-1, 556 S. (online)
- Tobias Krüger: Die Entdeckung der Eiszeiten – Internationale Rezeption und Konsequenzen für das Verständnis der Klimageschichte. Schwabe-Verlag, Basel 2008, ISBN 978-3-7965-2439-4.
- Otfried Wagenbreth: Geschichte der Geologie in Deutschland. Springer Spektrum 1999, 2015.

### Wissenschaftliche Zeitschriften
- E&G – Quaternary Science Journal – erschien zwischen 1951 und 2005 als „Eiszeitalter und Gegenwart“, herausgegeben von der Deutschen Quartärvereinigung (DEUQUA), freier Zugang, englisch- und deutschsprachige Artikel, darunter viele mit Bezug zu Deutschland
- Quaternary Science Reviews – seit 1982 erscheinende englischsprachige Fachzeitschrift mit vielen Übersichtsarbeiten, hat unter den auf das Quartär spezialisierten Zeitschriften den mit Abstand höchsten Impact Factor
- Quaternary Research – erscheint seit 1970, englischsprachig, international und interdisziplinär ausgerichtete Zeitschrift des Quaternary Research Center der University of Washington mit einem Schwerpunkt auf Mensch-Umwelt Wechselwirkungen im Quartär
- Boreas – seit 1972 erscheinende, auf das Quartär spezialisierte englischsprachige Zeitschrift
- Journal of Quaternary Science – englischsprachig, seit 1986, vor allem Originalarbeiten zur gesamten Quartärforschung, wird für die Quaternary Research Association (QRA) veröffentlicht, mit einem Schwerpunkt auf interdisziplinäre Arbeiten von internationalem Interesse
- Quaternary International – erscheint seit 1989, englischsprachige Zeitschrift der International Union for Quaternary Research (INQUA), die das gesamte Spektrum der in der Quartärforschung zur Anwendung kommenden Naturwissenschaften abdecken will, publiziert vor allem Forschungsarbeiten, die zuvor auf Veranstaltungen der INQUA vorgestellt wurden
- The Holocene – seit 1991, veröffentlicht ausschließlich Arbeiten zum Holozän, hat einen hohen Anteil an Beiträgen über das Wechselverhältnis von Mensch und Umwelt
- Quaternary Geochronology – seit 2006, spezialisiert auf Datierungsmethoden der Quartärforschung